# Исеј
Изеј је хеленски беседник из IV в., Демостенов учитељ. Од њега је остало 13 беседа o наследству, од којих је сачувано само десет и половина једанаесте; одликовао се суптилношћу доказивања, a сваки доказ даје на месту где ће се постићи највећи ефект.